# Landi Kotal
Landi Kotal (en urdu: لنڈی کوتل‎) es una localidad de Pakistán situada en la provincia de Jaiber Pastunjuá (en inglés, Khyber Pakhtunkhwa), Pakistán. Según el censo de 2017, tiene una población de 33 729 habitantes.
Es la capital administrativa del distrito de Khyber.
Era una de las ciudades más grandes de las antiguas áreas tribales administradas por el Gobierno federal (FATA).